# Euippe (Gattin des Pieros)
Euippe (altgriechisch Εὐίππη Euíppē) ist eine Frauengestalt der griechischen Mythologie.
Euippe war die Gattin des makedonischen Königs Pieros von Pella und hatte mit ihm neun Töchter, die Pieriden. Diese forderten die Musen zu einem Gesangswettstreit heraus und wurden für diesen Vorwitz in misstönende Vögel (Elstern) verwandelt.